# Jeannette Escanilla
Jeannette de Las Mercedes Escanilla Diaz, född 18 maj 1961 i Chile, är en svensk politiker, som var ordinarie riksdagsledamot 7 juni – 24 september 2018 för Uppsala läns valkrets och representerade Vänsterpartiet.
Hon utsågs till ordinarie riksdagsledamot från och med 7 juni 2018 sedan Emma Wallrup avsagt sig uppdraget som riksdagsledamot. 2020 kandiderade Escanilla till partiledare för Vänsterpartiet. Efter att inte ha fått stöd drog hon tillbaka sin kandidatur. I juni 2024 lämnade Escanilla Vänsterpartiet efter hon varit missnöjd med partiets hållning i Israel-Palestina konflikten. I oktober samma år startade hon partiet Solidaritet som hon är talesperson för.